# Acodontaster conspicuus
Acodontaster conspicuus är en sjöstjärneart som först beskrevs av Jean Baptiste François René Koehler 1920.  Acodontaster conspicuus ingår i släktet Acodontaster och familjen Odontasteridae. Inga underarter finns listade i Catalogue of Life.